# 安達太良山火山ガス遭難事故
安達太良山火山ガス遭難事故（あだたらやまかざんがすそうなんじこ）とは、1997年9月15日に福島県北部の安達太良山を登山中の登山会会員14名のうち4名が火山ガスの吸入による硫化水素中毒により死亡した事故である。悪天候により登山道を見失い、火山ガス発生による立入禁止地域に立ち入ったことにより起きた。この事故により、環境庁は環境基本計画による「国立公園内等における火山ガス中毒事故発生及び安全対策に関する緊急調査」を実施。その結果をまとめた「わが国の火山ガスの実態及び火山ガス事故の状況調査報告」を刊行し、火山ガスが噴出しているないしは噴出の可能性が高い場所への対策を、自治体や環境庁に求められることとなった。

## 事故経緯
1997年9月15日、東京都内の理容業者の登山会会員14名が、午前6時半ごろ沼ノ平より安達太良山登山を開始する。霧による悪天候で道を見失い、山頂が見えたため尾根に出るも、小石や砂による足場の悪さから沢に下りた。2名は無事沢を通過、それに続いた女性3名が次々と倒れ、救助しようとした女性1名も倒れた。それを見て息を止めて駆け寄ったものは、一瞬息をしたところ猛烈な異臭がし救助できずに撤退。先に沢を通過した2名が向こう側から危険を大声で伝えていたが、すでに間に合わなかった。
即座に所持していたアマチュア無線で救助依頼をしようとするが、電波状況が悪く1時間余り経って連絡がついた。11時半ごろ、ガスマスクなどの装備を携行し、救助隊が出発。福島県警察航空隊のヘリコプターも出動したが、霧による視界不良のため降下できず、救助隊の先遣隊が到着したのは14時頃となった。事故発生と同時に入山制限が出され、原因判明の9月18日の午後6時まで、一般登山客の入山は制限された。
先遣隊は、登山道より200m余り離れた沼ノ平の南東斜面の直径5mほどの狭い範囲内に4名の姿を発見。救助するも、心肺停止状態であった。

## 原因
9月17日、福島県警察は検視の結果、4名の遺体より硫化水素が検出されたことから、硫化水素ガスによる中毒死と断定。遭難の翌日の9月16日の福島県警による現場検証で、捜査員が現場付近の空気を採取し分析したところ、致死量の1/5にあたる200ppmが観測されており、同日の天候状況や風向きなどから特異的に硫化水素ガスが溜まっていた可能性が示唆されている。
1996年9月に、安達太良山沼ノ平火口で噴火があり、福島地方気象台などによる現地調査の結果、火山ガスによると思われる小動物の死骸などが散見されたことにより、立ち入らないよう入山者に注意を呼びかけ、ロープや柵を設けていたが、霧による視界不良のためそれら防護柵を避ける形で同地に至ってしまった。その後、沼ノ平を経由するくろがね小屋から鉄山への登山道は閉鎖された。また、沼尻登山口入口には同事故の慰霊碑が建立されている。